# Bastards (Björk)
Bastards è il terzo album di remix della cantautrice islandese Björk, pubblicato il 19 novembre 2012. Si tratta di una raccolta di remix delle tracce dell'ultimo album di inediti, Biophilia, con l'eccezione di Cosmogony. La copertina dell'album consiste in un fotogramma del videoclip della canzone Mutual Core.

## Tracce
1. Crystalline (Omar Souleyman Version) – 6:39 (Björk)
2. Virus (Hudson Mohawke Peaches and Guacamol Remix) – 4:49 (Björk, Sjón)
3. Sacrifice (Death Grips Remix) – 4:17 (Björk)
4. Sacrifice (Matthew Herbert's Pins and Needles Mix Edit) – 0:37 (Björk)
5. Mutual Core (These New Puritans Remix featuring Solomon Islands Song) – 3:54 (Björk)
6. Hollow (16bit Remix) – 7:00 (Björk)
7. Mutual Core (Matthew Herbert's Tectonic Plates Mix) – 5:05 (Björk)
8. Thunderbolt (Death Grips Remix) – 5:04 (Björk, Oddný Eir Ævarsdóttir)
9. Dark Matter (Alva Noto Remodel) – 5:40 (Björk, Mark Bell)
10. Thunderbolt (Omar Souleyman Version) – 7:23 (Björk, Oddný Eir Ævarsdóttir)
11. Solstice (Current Value Remix) – 6:28 (Björk, Sjón)
12. Moon (The Slips Remix) – 6:07 (Björk, Damian Taylor)
13. Crystalline (Matthew Herbert Mix) – 5:17 (Björk)

## Crediti
- 16bit – produzione (tracce 1, 6, 13), remix (traccia 6)
- Alva Noto – remix (traccia 8)
- Oddny Eir – composizione (tracce 8, 10)
- Sigurjon "Sjón" Sigurdsson – composizione (tracce 2, 11)
- George Barnett – batteria
- Jack Barnett – musica addizionale
- Mark Bell – composizione (traccia 9)
- Björk – composizione, artista principale, produzione
- Current Value – remix (traccia 11)
- Death Grips – remix (tracce 3, 8)
- Matthew Herbert – produzione addizionale, remix (tracce 4, 7, 13)
- Andrew Thomas Huang – ritratti
- Hudson Mohawke – remix (traccia 2)
- Eddie Jefferys – produzione
- Jason Morrison – produzione
- The Slips – produzione
- Soloman Islands Song – featuring (traccia 5)
- Omar Souleyman – remix (traccia 1), adattamento (traccia 9)
- Damian Taylor – composizione (traccia 12)
- These New Puritans – remix (traccia 5)

Fonti:

## Classifiche
| Classifica (2012) | Posizione massima |
| ----------------- | ----------------- |
| Belgio (Vallonia) | 154               |